# Domaine d'Okada

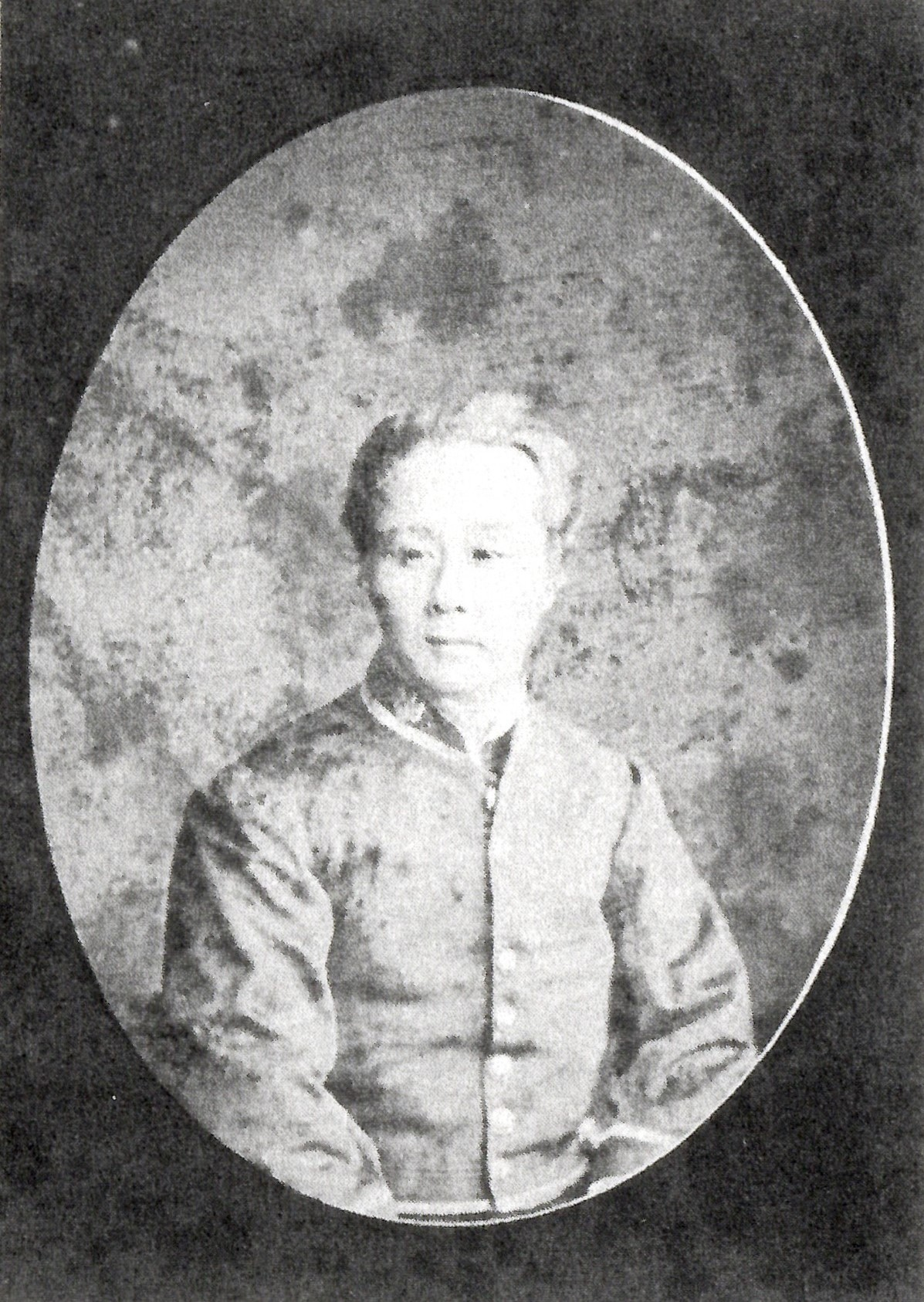
Itō Nagatoshi

Le domaine d'Okada Dao (岡田藩, Okada-han) est un domaine féodal japonais sous le shogunat Tokugawa de l'époque d'Edo, situé dans l'actuelle préfécture d'Okayama. Il contrôle une petite partie de la province de Bitchū autour d'Okada jin'ya, dans l'actuel quartier de Mabi à Kurashiki. Le domaine est gouverné par le clan Itō. L'emplacement du jin'ya change à plusieurs reprises et prend parfois le nom de domaine de Kawabe (川辺藩). Le domaine est dissout lors de l'abolition du système han,.

## Histoire
Itō Nagazane, le fondateur du domaine, qui est un descendant d'Itō Sukechika, un chef de guerre de la fin de la période Heian de la province d'Izu. Il sert Toyotomi Hideyoshi et Toyotomi Hideyori, et est resté un vassal fidèle du clan Toyotomi jusqu'au siège d'Osaka. Cependant, avant la bataille de Sekigahara en 1600, il aurait rapporté à Tokugawa Ieyasu qu'Ishida Mitsunari lève une armée contre lui, et pour cette raison Ieyasu gracie Itō Nagazane et son fils après la chute d'Osaka et la fin des Toyotomi. En 1615, il reçoit 10 343 koku répartis dans plusieurs provinces. Il construit un jin'ya dans le sud de la province de Bitchū et devient un daimyō. Ses descendants régnent sur le domaine jusqu'à l'abolition du système han en 1871.
Un événement notable dans l'histoire du domaine fut le Shinpon Gimin Sōdō (新本義民騒動) de 1718. Pendant le mandat du 5e daimyō, Itō Nagahiro, le domaine nationalise le mont Ohira et le mont Haruyama dans ce qui fait maintenant partie de Sōja. Historiquement, les villageois locaux sont autorisés à ramasser du bois de construction et du bois de chauffage sur ces montagnes, mais le domaine interdit l'entrée et tente de faire un monopole sur le bois. Quatre chefs de village se rendent à Edo pour lancer un appel direct au daimyō. En conséquence, le monopole est annulé et les villageois retrouvent leurs droits traditionnels. Cependant, comme c'est la coutume de l'époque, les quatre chefs furent exécutés pour lèse-majesté, leurs biens confisqués et leurs familles expulsées du domaine. Un grand monument commémore maintenant l'événement.
Le domaine d'Okada est devenu la préfecture d'Okada et est incorporé à la préfecture d'Okayama via la préfecture de Fukatsu et la préfecture d'Oda. Le clan Itō reçoit plus tard le titre de vicomte dans le cadre du système de pairie kazoku.

## Avoirs à la fin de la période Edo
Comme pour la plupart des domaines du système han, le domaine d'Okada se compose de plusieurs territoires discontinus calculés pour fournir le kokudaka attribué, basé sur des relevés cadastraux périodiques et des rendements agricoles projetés,.
- Province de Bitchū
  - 16 villages du district de Katō
- Province de Mimasaka
  - 1 village du district d'Ikeda
- Province de Kawachi
  - 2 villages du district de Takayasu
- Province de Settsu
  - 1 village du district de Toyoshima

## Liste de seigneurs
1. Itō Nagazane (伊東 長実)
2. Itō Nagamasa (伊東 長昌)
3. Itō Nagaharu (伊東 長治)
4. Itō Nagasada (伊東 長貞)
5. Itō Nagahira (伊東 長救)
6. Itō Nagaoka (伊東 長丘)
7. Itō Nagatoshi (伊東 長詮)
8. Itō Nagatomo (伊東 長寛)
9. Itō Nagayasu (伊東 長裕)
10. Itō Nagatoshi (伊東 長)